# Filó (arquitecte)
Filó (Philon, Φίλων) fou un destacat arquitecte atenenc, que va viure al final segle iv aC.
Va construir per encàrrec de Demetri de Falèron un pòrtic amb dotze columnes dòriques al temple d'Eleusis (318 aC). També va construir un arsenal (armamentarium) al Pireu que podia contenir armament per mil vaixells, edifici que fou destruït vers dos segles i mig després per Luci Corneli Sul·la quan va conquerir Atenes. Va escriure una obra sobre arquitectura dels temples i sobre un moll que va construir al Pireu.